# Gian & Giovani (álbum de 2002)
Gian & Giovani é o décimo segundo álbum da dupla sertaneja Gian & Giovani, lançado em 2002. Esse novo álbum marcou a estreia da dupla na gravadora Sony Music. Submetida aos olhos e ouvidos dos chefões da Sony, gravadora da dupla, e ao produtor do disco, Pinocchio, “Tatuagem” foi escolhida por unanimidade para ser a faixa que os irmãos de Franca levariam aos programas de rádio e televisão.  Com 15 faixas, foram muitos os hits que obtiveram sucesso nas rádios, mas o grande destaque foi para a canção “Taça De Pranto”, do compositor Pinocchio, que se tornou um hit da dupla, assim seguida de “Tatuagem”, que também emplacou nas paradas. Nesse mesmo ano, a dupla fez o show de abertura da Festa do Peão de Barretos, em São Paulo, considerada a maior festa de rodeio do Brasil, batendo recorde de público. Foram destaques também as músicas: “Sempre Te Amei”, “O Nome Dela”, “O Beijo Da Mulher Amada”, “Rabo De Saia”, “Peão Não Chora”, “Pra Conhecer Uma Mulher”, “Te Perdi”, dentre outras.  No dia 22 de julho de 2003, diretamente de Miami, nos EUA, foi divulgada a lista de indicações para o 4º Grammy Latino, onde a dupla foi indicada na categoria "Melhor Álbum de Música Sertaneja". 

## Faixas
| N.º            | Título                    | Compositor(es)                             | Duração |  |
| 1.             | "Sempre Te Amei"          | João Marcio / Waldir Glória                | 3:41    |  |
| 2.             | "Ela Foi"                 | Oripinho Cancioneiro / Billy               | 3:42    |  |
| 3.             | "Tatuagem"                | Frank Ranier                               | 4:00    |  |
| 4.             | "O Trem É Bão"            | Pinocchio                                  | 2:36    |  |
| 5.             | "O Nome Dela"             | Álvaro Socci / Cláudio Matta               | 4:07    |  |
| 6.             | "Taça De Pranto"          | Pinocchio                                  | 3:38    |  |
| 7.             | "O Beijo Da Mulher Amada" | Fátima Leão / Alexandre / Netto            | 3:39    |  |
| 8.             | "Rabo De Saia"            | Felipe / Bruno                             | 2:40    |  |
| 9.             | "Cuidei De Mim"           | Peninha / Kuller                           | 3:29    |  |
| 10.            | "Sol E Lua"               | Joel Marques                               | 3:55    |  |
| 11.            | "Peão Não Chora"          | Pinocchio                                  | 3:07    |  |
| 12.            | "Pra Conhecer Uma Mulher" | Ivan Medeiros / Nildomar Dantas            | 3:46    |  |
| 13.            | "Te Perdi (Te Perdi)"     | Roberto Livi / Juan Marcelo vs.Fátima Leão | 3:56    |  |
| 14.            | "Abre A Janela"           | Heitor Furigo / Guilherme / Gustavo        | 3:10    |  |
| 15.            | "Camisa Manchada"         | Rionegro / Domiciano                       | 2:54    |  |
| Duração total: | Duração total:            | Duração total:                             | 52:20   |  |

### Certificações
| Brasil (ABPD)                             | 500.000* | 2× Platina | 2003 |
| *número de vendas baseado na certificação |          |            |      |